# Filipijnse Revolutie
De Filipijnse Revolutie (1896-1898) was een gewapend conflict tussen de Filipijnse onafhankelijkheidsbeweging Katipunan en de Spaanse koloniale autoriteiten. Het doel van de Katipunan was daarbij een onafhankelijk Filipijnen.

## Voorgeschiedenis
Eind 19e eeuw had Spanje meer dan drie eeuwen lang de macht op de Filipijnen uitgeoefend. Hoewel de macht in theorie bij de Spaanse koloniale regering in Manilla lag, hadden de rooms-katholieke fraters in de praktijk een erg grote invloed op het leven van de Filipijnse bevolking. Gedurende de Spaanse overheersing waren er door de belastingen en de gedwongen arbeid die de Indio's (zoals de Spanjaarden de lokale bevolking noemde) moesten ondergaan diverse malen opstanden. Om dergelijke opstanden te onderdrukken gebruikten de Spanjaarden de eeuwenoude techniek van het "verdeel en heers". Opstanden in het Noorden (Ilocos) werden bijvoorbeeld onderdrukt door gebruik te maken van Indio's uit de Tagalog-sprekende provincies, opstanden in de Visayas door troepen uit Pampanga. Hierdoor ontstond ook haat en nijd tussen de verschillende lokale bevolkingsgroepen die daardoor tot het einde van de 19e eeuw nooit als een geheel in opstand kwamen.
Een combinatie van externe en interne factoren leidde uiteindelijk tot de revolutie. In het midden van de 19e eeuw werd buitenlandse handel op de Filipijnen toegelaten, mede onder invloed van de opening van het Suezkanaal in 1869. Samen met de import van goederen kwam ook de grotere blootstelling aan westerse invloeden, zoals het streven naar vrijheid en onafhankelijkheid. Hoewel de Spaanse koloniale regering probeerde te voorkomen dat dergelijke idealen via scholen, organisaties, literatuur of op andere manieren de Filipijnse bevolking beïnvloedden, lukte dit toch niet geheel. Vooral handelaren kwamen met dergelijke invloeden in aanraking. De zonen van de welvarende kooplieden werden voor hun studie naar universiteiten in Spanje of elders in Europa gestuurd. Veel van deze studenten, waarvan de belangrijkste José Rizal en Graciano López Jaena waren, vormden later de Propagandabeweging.
De interne factor die een rol speelde bij de Filipijnse Revolutie eind 19e eeuw was de executie van drie Filipijnse priesters. Deze drie priesters, Mariano Gómez, José Burgos en Jacinto Zamora, leidden een campagne tegen de overheersing van de Rooms-Katholieke Kerk in de Filipijnen door de Spaanse priesters. De Spaanse priesters, die wars waren van verandering, zochten naar mogelijkheden om Gómez, Burgos en Zamora de mond te snoeren. Na een opstand in Cavite in 1872 werden de drie gearresteerd. Hoewel de priesters, die bekend werden onder de naam Gomburza (een acroniem van hun achternamen), niet betrokken waren geweest, werden ze op 17 februari 1872 toch ter dood veroordeeld en geëxecuteerd. Deze gebeurtenis leidde tot woede bij veel Filipino's. José Rizal, de nationale held van de Filipijnen en iemand die veel heeft bijgedragen aan het nationale bewustwordingsproces, zou later verklaren dat dit grote invloed had gehad op zijn levensloop.

## Propagandabeweging

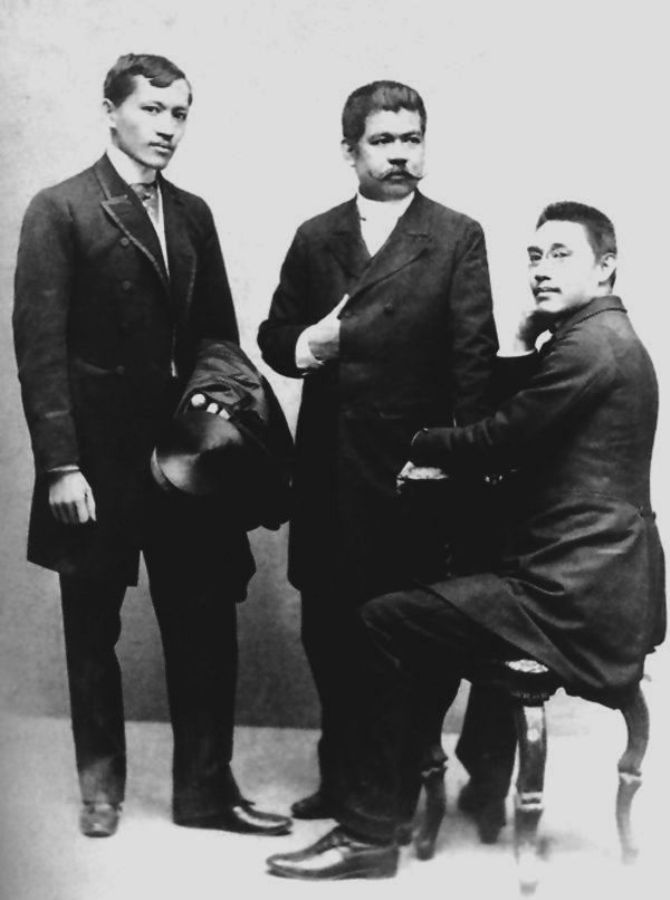
Leden van de Propagandabeweging. Van links naar rechts: Rizal, Del Pilar, Ponce.

Een groep Filipino's in Spanje was gechoqueerd door het verschil in leven in Spanje en de kolonie en organiseerde zichzelf als de "Propagandabeweging". Enkele prominente leden waren José Rizal, López Jaena, Mariano Ponce, de broers Juan Luna en Antonio Luna en de politieke banneling Marcelo H. del Pilar. Ze publiceerden tussen 1889 en 1895 een tweewekelijkse krant La Solidaridad, waarin ze aandacht vroegen voor de corruptie en gruwelijkheden die plaatsvonden in de Filipijnen. Exemplaren van de krant werden de Filipijnen in gesmokkeld en werden daar heimelijk achter gesloten deur gelezen.
In de latere jaren zorgden verschillen in inzicht ervoor dat de beweging uiteenviel. Een deel wilde Del Pilar als leider en een deel José Rizal. In een poging het dispuut op te lossen pakte Rizal vrijwillig zijn spullen en vertrok uit Barcelona, waar de groep op dat moment was gevestigd. Het vertrek van Rizal leidde echter een langzaam en gestaag verval in. De groep zou er niet in slagen om hervormingen in de kolonie doorgevoerd te krijgen en ook hun hoop op een vertegenwoordiging in de Spaanse Cortes (parlement) bleek ijdel. Wat ze middels La Solidaridad wel voor elkaar kregen was dat ze westerse lezers en hun eigen landgenoten lieten zien hoe de situatie in de Filipijnen was. Dit verhoogde in de Filipijnen de ontevredenheid en de wil om zich af te scheiden van Spanje.

## La Liga Filipina
Rizal keerde in 1892 terug in de Filipijnen en richtte daar La Liga Filipina op. Deze progressieve organisatie had als doelstelling om hervormingen door te voeren in de kolonie. Hoewel La Liga Filipina haar doelstelling op een vreedzame wijze wilde bereiken, voelde de koloniale regering zich bedreigd door de groepering en werd zij verboden. Bovendien werd Rizal op 7 juli 1892 gearresteerd.
De beweging viel daarna uiteen in twee delen met verschillende agenda's. De meer gematigde tak noemde zich Cuerpo de Compromisarios en had tot doelstelling om geld te werven voor La Solidaridad. De meer radicale tak onder leiding van Andrés Bonifacio, noemde zich Katipunan. Deze beweging ging erg heimelijk te werk en had als doelstelling om onafhankelijkheid te verwerven van Spanje.

## Katipunan

De eerste vlag van de Katipunan.

De oprichting van de radicale afscheidingsbeweging Katipunan vond plaats in de nacht na de arrestatie van Rizal. De voormalige leden van La Liga Filipina Ladislao Diwa, Teodoro Plata, Valentín Díaz en Deodato Arellano vormden samen met Bonifacio de Katipunan in een huis aan de Calle Azcarraga (nu Claro M. Recto Avenue). Bonifacio werd daarbij tot Supremo benoemd (de supreme leader). Het uiteindelijke doel van de beweging was om het land te bevrijden van de Spaanse overheersing, waarbij het eerste doel zou zijn om een regering te vormen die geïnstalleerd zou kunnen worden op het moment dat de koloniale regering omvergeworpen was. Ze haalden geld op om wapens te kopen en vroegen daarbij de hulp van een Japans schip dat in de haven van Manilla aangemeerd lag. Deze poging mislukte, maar uiteindelijk slaagden de mannen erin om een klein aantal gestolen en binnengesmokkelde vuurwapens te bemachtigen. Het merendeel van militanten was echter slechts bewapend met 'iták en bolos, (lokale machete-achtige messen).
Om hun revolutionaire denkbeelden te verspreiden, brachten ze de krant Kalayaan (vrijheid) uit. De redacteur van de krant was Emilio Jacinto. Het drukken gebeurde, net als het drukken van andere Katipunan-documenten, op een drukpers die was gekocht met de opbrengst van de winst uit de loterij van Francisco del Castillo en Candido Iban. Deze twee leden zouden later ook de lokale afdeling in Panay oprichten. Om de Spaanse autoriteiten om de tuin te leiden voerde de krant een valse kop, waarin stond dat Marcelo del Pilar de redacteur was en Yokohama de plek waar de krant werd gedrukt. Nadat er slechts één editie uitgebracht was, werd de drukpers door de katipuneros vernietigd, omdat de Spanjaarden achter het bestaan van de organisatie waren gekomen. Ze verplaatsten hun activiteiten naar de kantoorvertrekken van Diario de Manila. Daar werd in het geheim nog een editie gemaakt.
Het duurde niet lang voor de Katipunan groeide en de beweging ook in andere gebieden aanhangers kreeg. In maart 1896 werden er lokale raden opgezet in de plaatsen San Juan del Monte, San Felipe Neri, Pasig, Pateros, Marikina, Caloocan, Malabon en de gebieden daaromheen. Later kreeg de Katipinan ook afdelingen in provincies als Bulacan, Batangas, Cavite, Nueva Ecija, Laguna en Pampanga. De leden van de Katipunan waren niet alleen mannen. In 1893 werd al de eerste vrouw toegelaten. In de loop van de jaren groeide de Katipunan van 300 naar een aantal van 30.000 man. Op dat moment kreeg Bonifacio er vertrouwen in dat de bevrijding van Katagalugan, zoals hij de Filipijnen noemde, aanstaande was.

## Het verloop van de revolutie

### Het begin van de revolutie
Het bestaan van de Katipunan raakte uiteindelijk bij de Spanjaarden bekend als gevolg van een uit de hand gelopen dispuut tussen de twee katipuneros, Teodoro Patiño en Apolonio dela Cruz. Patiño, die wraak wilde nemen op Dela Cruz, besloot de geheimen van de Katipunan te onthullen aan zijn zus, een non. Zij vertelde het op haar beurt aan een Spaanse priester, frater Mariano Gil. Deze priester werd naar de drukpers van Diario de Manila geleid. Er werden daarnaast ook een dolk en enkele geheime documenten gevonden. Er volgden verschillende arrestaties, waaronder die van enkele van de rijkste ilustrados. Ondanks het feit dat ze ontkenden betrokken te zijn bij de ondergrondse organisatie, werden velen van hen geëxecuteerd.
Het nieuws bereikte vrij snel de top van de Katipunan. Er werden op stel en sprong bijeenkomsten georganiseerd door de overblijvende leden. De eerste was in Kangkong en vervolgens was er een in het huis van de katipunero Juan Ramos in Pugadlawin in Balintawak. De eerste bijeenkomst leverde niets op. Op de tweede bijeenkomst verscheurde Bonafacio, die het eindeloze overleg zat was, zijn cedula (identificatiekaart) en schreeuwde Mabuhay ang kalayaan ng Pilipinas! (Lang leve de Filipijnse onafhankelijkheid!). Het was een oproep om de wapens op te pakken, die werd opgepakt door de meerderheid van de aanwezige mannen. Op 24 augustus 1896 begon zodoende de revolutie.
De eerste gewapende confrontatie tussen de Spanjaarden en een klein groepje Katipunan vond plaats in Pasong Tamo in Caloocan. De opstandelingen wonnen deze eerste confrontatie. De eerste slag van belang werd gevoerd in San Juan del Monte in Manilla. In eerste instantie waren de katipuneros aan de winnende hand, maar uiteindelijk werden ze verslagen doordat de Gouverneur-generaal Ramón Blanco versterkingen bleef aanvoeren. Bonifacio liet zijn mannen terugtrekken naar Mandaluyong.

### De dood van Rizal
Niet lang na de nederlaag in San Juan (dat nu bekendstaat als Pinaglabanan, Tagalog voor "slagveld"), vonden er diverse opstanden plaats in provincies in de buurt. Gouverneur-generaal Blanco besloot daarop om acht provincies onder een staat van beleg te stellen. Dit waren Manilla, Bulacan, Cavite, Pampanga, Tarlac, Laguna, Batangas en Nueva Ecija. Deze acht provincies zouden later symbolisch terugkomen in de acht zonnestralen van de Filipijnse vlag. Er werden meer arrestaties verricht en er vonden meer en meer ondervragingen plaats. Vele Filipino's overleden aan de gevolgen van marteling.
Tot de revolutie uitbrak leefde José Rizal als politieke banneling op Dapitan en had zich juist aangemeld als vrijwilliger om als dokter te gaan werken in Cuba, waar een soortgelijke revolutie plaatsvond. In plaats van naar Barcelona te worden gebracht, vanwaar Rizal naar Cuba zou vertrekken, bracht het schip waarop hij voer hem, op orders van Manilla, naar de hoofdstad. Daar werd hij gevangengezet in Fort Santiago. In afwachting van zijn executie schreef hij er zijn beroemde gedicht Mi Ultimo Adios. Op 30 december 1896 kwam aan het wachten van Rizal een einde en werd hij geëxecuteerd na te zijn veroordeeld door een militaire rechtbank. Hoewel Rizal vanaf het begin een tegenstander was geweest van de oprichting van de radicale beweging Katipunan, werd hij door toedoen van hem wel een martelaar en de held van de Filipijnse revolutie. Zijn executie wakkerde de woede van de Filipino's aan en zorgde ervoor dat de revolutie niet vroegtijdig stopte.

### Cavite

Emilio Aguinaldo.

De provincie Cavite ontpopte zich langzamerhand als het broeinest voor de opstandelingen. De lokale afdeling daar, onder leiding van de jonge generaal Emilio Aguinaldo, behaalde een reeks goede overwinningen waaronder de Slag bij Imus op 1 september 1896. Het duurde niet lang voor het leiderschap van de Katipunan een punt van discussie werd. De Magdiwang-fractie onder leiding van Bonifacio's oom Mariano Alvarez, erkende Bonifacio als opperbevelhebber, terwijl de Magdalo-fractie, onder leiding van Emilio's neef Baldomero Aguinaldo, "Heneral Miong" (Emilio's bijnaam) als bevelhebber wilde, vanwege de behaalde overwinningen. Bonifacio ondertussen verloor in diezelfde periode juist een aantal gevechten. De weerstand tussen de twee groepen werd groter en ze weigerden nog langer samen te werken of elkaar te helpen in de gevechten. Als gevolg daarvan konden de Spanjaarden, nu onder leiding van Gouverneur-generaal Camilo de Polavieja, gestaag het verloren terrein terugwinnen.

### Conventie van Tejeros
In een poging om de Katipunan in Cavite te verenigen nodigden de Magdalo's Bonafacio uit om naar Cavite te komen. Bonafacio die aan het vechten was in Morong (het tegenwoordige Rizal) kwam met tegenzin. Op 31 december werd in Imus een conventie georganiseerd om de leiderschapskwestie eens en voor altijd te beslechten. De Magdalo's wilden graag dat er een pamahalaang mapanghimagsik (revolutionaire regering) gevormd zou worden die de Katipunan als organisatie zou vervangen om op die manier de strijd tegen de Spanjaarden voort te zetten. De Magdiwang aan de andere kant wilden de Katipunan behouden en voerden als argument aan dat deze organisatie op zich al gezien kon worden als een regering. Op de conventie werd uiteindelijk geen overeenstemming bereikt.
Op 22 maart 1897 werd een nieuwe bijeenkomst onder leiding van Bonafacio gehouden in Tejeros. Er werd opgeroepen om de officieren te laten kiezen en daarmee de regering te vormen. De conventie zou echter opnieuw mislukken en de conflicten die speelden zouden uiteindelijke leiden tot de ondergang van de Katipunan.
Bonifacio, die er schijnbaar van uitging dat hij tot president gekozen zou worden, riep verkiezingen uit en verklaarde dat de uitkomsten gerespecteerd dienden te worden. Na het tellen van de stemmen bleek echter dat Bonifacio verloren had van Emilio Aguinaldo, die op dat moment aan het vechten was in Pasong Santol. Volgens historicus Ambeth Ocampo verloor Bonifacio als gevolg van dagdag-bawas(verkiezingsfraude). In plaats daarvan werd hij gekozen op een veel lagere positie, namelijk directeur van Binnenlandse Zaken. Bovendien werd er ook nog getwijfeld aan zijn geschiktheid om als zodanig te dienen door de Magdalo Daniel Tirona. Bonifacio had slechts een lagere schoolopleiding en was derhalve geen ilustrado. Beledigd trok Bonifacio zijn pistool. Als hij niet tegen zou zijn gehouden door Artemio Ricarte dan zou hij Tirona neergeschoten hebben. Bonifacio verklaarde de verkiezing ongeldig en liep kwaad weg. Aguinaldo legde een dag later in Santa Cruz de Malabon (het tegenwoordige Tanza) de eed voor het presidentschap af, net als de rest van de officieren. De enige uitzondering was Andres Bonifacio.

### Dood van Bonifacio

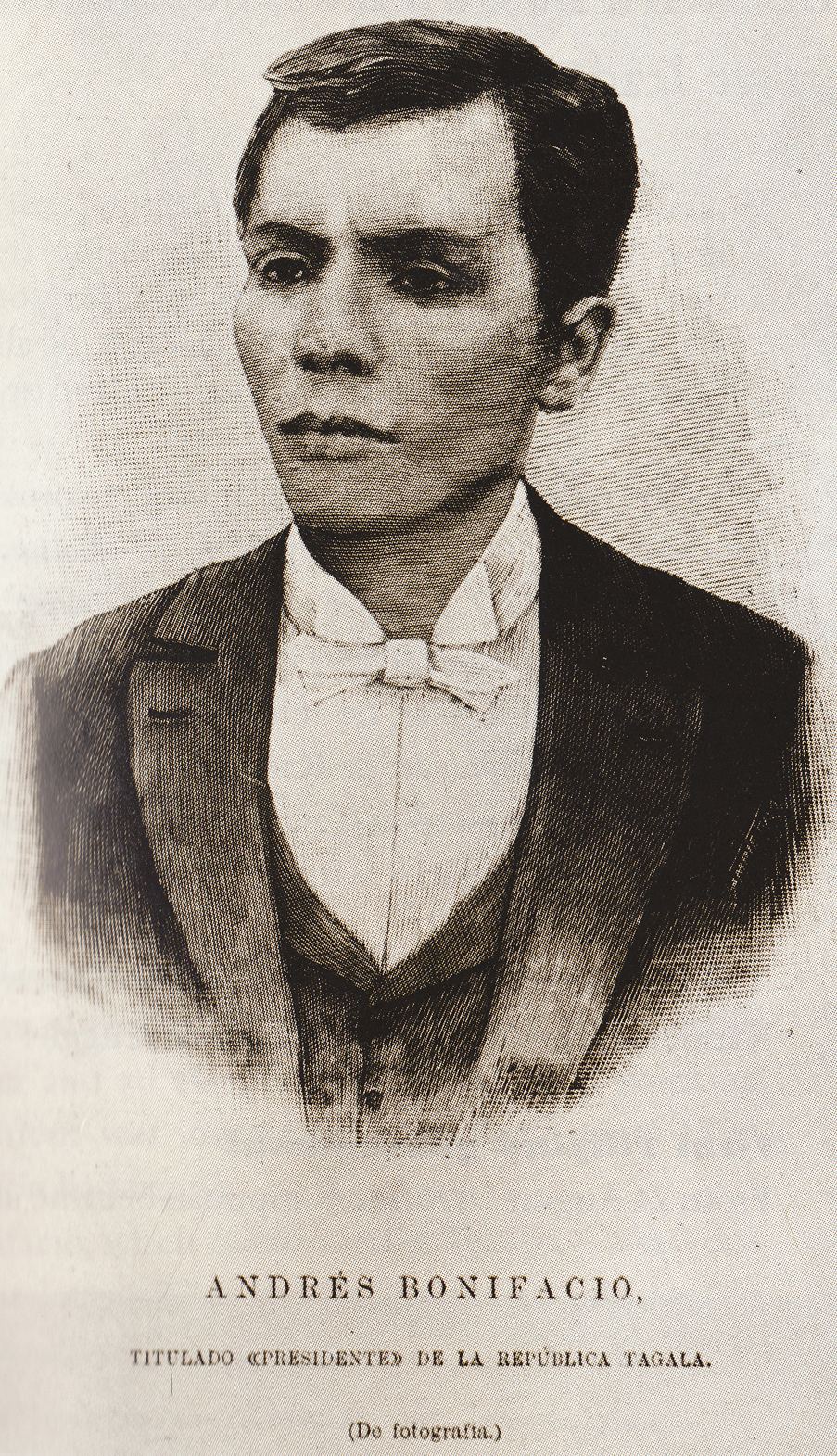
Andrés Bonifacio.

Bonifacio en zijn resterende achterban richtten daarop in Naic een rivaliserende regering op. Het een en ander werd vastgelegd in het Naic Military Agreement. Hierin werden de verkiezingen in Tejeros ongeldig verklaard en werd Bonifacio aangeduid als de "echte" Supremo. Toen Aguinaldo op de hoogte werd gesteld van het document beval hij de arrestatie van Bonifacio en zijn mannen. Kolonel Agapito Benzon nam het daarop met zijn troepen op tegen Bonifacio in Limbon. In dit gevecht raakten Bonifacio en zijn broer Procopio gewond. Broer Crispulo werd gedood. Ze werden gevangengenomen en naar Naic gebracht om terecht te staan.
Een Consejo de Guerra (oorlogstribunaal) veroordeelde Andres en Procopio Bonifacio ter dood op 10 mei 1897 voor hoogverraad. Aguinaldo zette de straf om in deportatie, maar trok deze beslissing weer in onder druk van andere officieren.
Nog diezelfde dag schoot kolonel Lazaro Macapagal, op bevel van voormalig Bonifacio-aanhanger generaal Mariano Noriel, de broers dood aan de voet van de Mount Buntis, een kleine berg in de buurt van Maragondon. Andrés Bonifacio en zijn broer werden begraven in een ondiep graf met slechts een enkele tak als markering.

### Biak-na-Bato

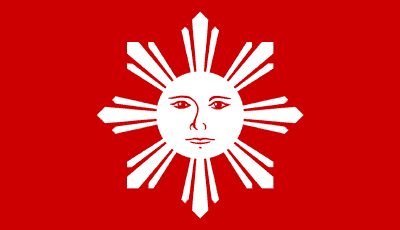
De vlag gebruikt door de Republic of Biak-na-Bato.

Geholpen door versterkingen uit Spanje, heroverden de Spaanse troepen enkele plaatsen in Cavite. Een andere oorzaak van de reeks successen door de Spanjaarden was het interne conflict binnen de Katipunan, de daaropvolgende moord op Bonifacio en de weigering van de troepen van Bonifacio om voor Aguinaldo te gaan vechten. Aguinaldo en zijn troepen vochten echter door en bereikten uiteindelijk Biak-na-Bato, in de plaats San Miguel de Mayumo in Bulacan. Hier werd de Republic van Biak-na-Bato gesticht, een grondwet geschreven door Isabelo Artacho and Felix Ferrer en gebaseerd op de eerste Cubaanse grondwet.
De nieuwe Spaanse gouverneur-generaal Fernando Primo de Rivera verklaarde dat hij Biak-na-Bato wel kon veroveren, maar dat dat de opstand niet zou beëindigen. In plaats daarvan startte hij de onderhandelingen over vrede met de opstandelingen. Advocaat Pedro Paterno bood aan om te onderhandelen tussen beide kampen. Vier maanden lang reisde hij tussen Manilla en Biak-na-Bato, tot op 15 december 1897 het Pact van Biak-na-Bato werd gesloten. De volgende afspraken werden gemaakt:
- Aguinaldo en zijn troepen zouden zich overgeven;
- De opstandelingen zou amnestie verleend worden;
- De leiders van de opstandelingen zouden in ballingschap gaan leven in Hongkong;
- De Spaanse overheid zou de opstandelingen in drie termijnen 800.000 peso betalen.

Aguinaldo en 25 andere belangrijke leiders van de revolutie gingen daadwerkelijk naar Hongkong en de Spanjaarden betaalden 600.000 peso. De laatste 200.000 peso werden echter niet betaald en ook een algeheel pardon werd nooit uitgeroepen, omdat er zo af en toe nog kleine schermutselingen waren.

### De revolutie gaat door
Niet alle generaals van de opstandelingen stemden in met het verdrag. Generaal Francisco Makabulos bijvoorbeeld stelde een Centraal Uitvoerend Comité in dat zou kunnen dienen als interim regering tot er een daadwerkelijke regering gevormd kon worden. Er waren in bijna elke provincie van het land nog wel gewapende acties tegen de Spanjaarden. De Spanjaarden op hun beurt gingen door met de arrestaties en martelingen van vermeende opstandelingen.
Het Pact van Biak-na-Bato betekende dus niet het eind van de oorlog. Aguinaldo en zijn mannen waren ervan overtuigd dat de Spanjaarden zich nooit aan de afspraak zouden houden om de rest van het geld te overhandigen. Bovendien geloofden ze niet dat er een generaal pardon zou komen voor de opstandelingen. De opstandelingen hielden vast aan hun streven naar totale onafhankelijkheid en kochten van het geld dat hen gegeven was nieuwe wapens en munitie voor gebruik bij nieuwe aanvallen.

### Amerikaanse interventie

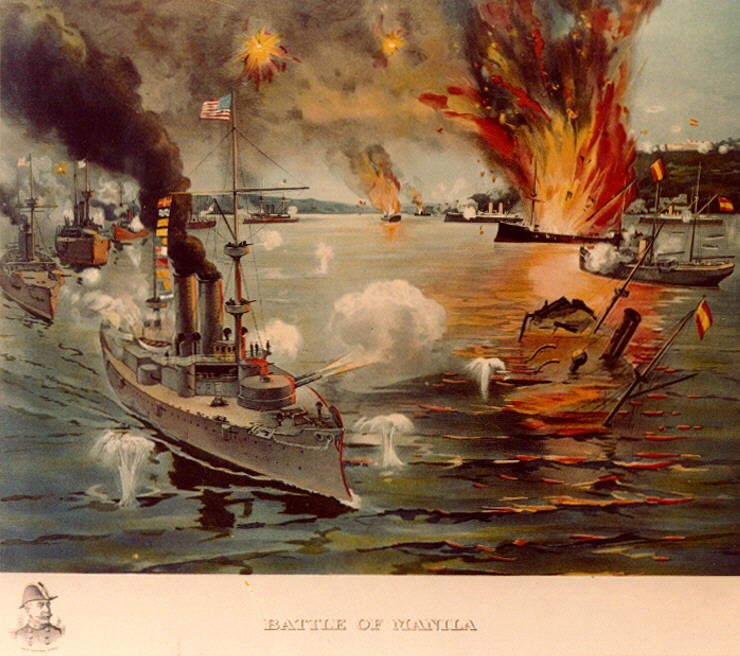
Een schilderij van de Slag in de Baai van Manilla.

Het tot zinken brengen van een Amerikaanse oorlogsschip door een explosie in februari 1898 in de haven van Havana tijdens een voortdurende revolutie in Cuba leidde er in april van dat jaar toe dat de Verenigde Staten de oorlog verklaarde aan Spanje. Op 15 april voer een vloot van zeven schepen onder leiding van Commodore George Dewey richting Manilla. Bij aankomst op 1 mei trof hij een vloot van twaalf schepen onder commando van admiraal Patricio Montojo. Bij de daarop volgende Slag in de Baai van Manilla, die slechts enkele uren duurde, werden alle twaalf schepen van Montojo vernietigd. Dewey vroeg daarop versterkingen aan en in afwachting van de aankomst van de versterkingen blokkeerde hij met zijn vloot de Baai van Manilla.

## Voetnoten
1. 1 2 3  Gatbonton, Esperanza B.. The Philippines After The Revolution 1898-1945. National Commission for Culture and the Arts. ISBN 971-814-004-2..
2. ↑  Gathering at the Golden Gate: Mobilizing for War in the Philippines, 1898. Stephen D. Coats